# Férfi 130 kg-os kötöttfogású birkózás az 1992. évi nyári olimpiai játékokon
Az 1992. évi nyári olimpiai játékokon a birkózás férfi 130 kg-os kötöttfogású versenyszámának selejtezőjét és döntőjét július 27. és 29. között rendezték a Institut Nacional d'Educació Fisica de Catalunyában.

## Eseménynaptár
| Időpont    | Forduló    |
| ---------- | ---------- |
| július 27. | Csoportkör |
| július 29. | Helyosztók |
| július 29. | Döntő      |

## Eredmények
- DQ2: passzivitás miatt mindkét versenyzőt kizárták

### Csoportkör
A birkózókat csoportokba osztották, ahonnan az egymás elleni mérkőzések alapján, a csoportok győztesei mérkőzhetek az aranyéremért, a második helyezettek a bronzéremért. A csoportokban elért eredmények alapján, a csoportok első két helyezettjein kívül, a további legjobb három birkózó mérkőzhetett a helyosztókon.
| A csoport                |                 |                          |     |
| Versenyző                | Eredmény        | Versenyző                | Kp  |
|                          |                 |                          |     |
| 1. forduló               |                 |                          |     |
| Andrew Borodow (CAN)     | 0-5 (kétvállas) | Alekszandr Karelin (EUN) | 0/4 |
| Bounama Touré (SEN)      | 0-3 (kétvállas) | Cándido Mesa (CUB)       | 0/4 |
| Milan Radaković (IOP)    | 7-0 (kétvállas) | Guillermo Díaz (MEX)     | 4/0 |
| Juha Ahokas (FIN)        | 2-4             | Ioan Grigoraş (ROU)      | 1/3 |
| 2. forduló               |                 |                          |     |
| Andrew Borodow (CAN)     | 5-0 (kétvállas) | Bounama Touré (SEN)      | 4/0 |
| Alekszandr Karelin (EUN) | 7-0 (kétvállas) | Cándido Mesa (CUB)       | 4/0 |
| Milan Radaković (IOP)    | 0-2             | Juha Ahokas (FIN)        | 0/3 |
| Guillermo Díaz (MEX)     | 0-16            | Ioan Grigoraş (ROU)      | 0/4 |
| 3. forduló               |                 |                          |     |
| Andrew Borodow (CAN)     | 2-0 (kétvállas) | Cándido Mesa (CUB)       | 4/0 |
| Alekszandr Karelin (EUN) | 8-1             | Juha Ahokas (FIN)        | 3/1 |
| Milan Radaković (IOP)    | 1-8             | Ioan Grigoraş (ROU)      | 1/3 |
| 4. forduló               |                 |                          |     |
| Andrew Borodow (CAN)     | 0-4             | Ioan Grigoraş (ROU)      | 0/3 |
| Alekszandr Karelin (EUN) | erőnyerő        |                          |     |
| 5. forduló               |                 |                          |     |
| Alekszandr Karelin (EUN) | 3-0 (kétvállas) | Ioan Grigoraş (ROU)      | 4/0 |

| A csoport |                    |                            |   |    |   |    |    |
| H         | Név                | Nemzet                     | M | Gy | V | Kp | Tp |
| 1.        | Alekszandr Karelin | Egyesített Csapat (EUN)    | 4 | 4  | 0 | 15 | 23 |
| 2.        | Ioan Grigoraş      | Románia (ROU)              | 5 | 4  | 1 | 13 | 32 |
| 3.        | Andrew Borodow     | Kanada (CAN)               | 4 | 2  | 2 | 8  | 7  |
| 4.        | Juha Ahokas        | Finnország (FIN)           | 3 | 1  | 2 | 5  | 5  |
| 5.        | Milan Radaković    | Független résztvevők (IOP) | 3 | 1  | 2 | 5  | 8  |
| 6.        | Cándido Mesa       | Kuba (CUB)                 | 3 | 1  | 2 | 4  | 3  |
| 7.        | Guillermo Díaz     | Mexikó (MEX)               | 2 | 0  | 2 | 0  | 0  |
| 8.        | Bounama Touré      | Szenegál (SEN)             | 2 | 0  | 2 | 0  | 0  |

| B csoport                   |                 |                           |     |
| Versenyző                   | Eredmény        | Versenyző                 | Kp  |
|                             |                 |                           |     |
| 1. forduló                  |                 |                           |     |
| Panajótisz Pikilídisz (GRE) | 2-0             | Jerzy Choromański (POL)   | 3/0 |
| Szuzuki Kenicsi (JPN)       | 0-4 (kétvállas) | Tien Lej (Tian Lei) (CHN) | 0/4 |
| Tomas Johansson (SWE)       | 0-0 DQ2         | Klauz László (HUN)        | 0/0 |
| Matt Ghaffari (USA)         | 0-0 DQ2         | Rangel Gerovszki (BUL)    | 0/0 |
| 2. forduló                  |                 |                           |     |
| Panajótisz Pikilídisz (GRE) | 2-0             | Szuzuki Kenicsi (JPN)     | 3/0 |
| Jerzy Choromański (POL)     | 2-6             | Tien Lej (Tian Lei) (CHN) | 1/3 |
| Tomas Johansson (SWE)       | 1-0             | Matt Ghaffari (USA)       | 3/0 |
| Klauz László (HUN)          | 1-0             | Rangel Gerovszki (BUL)    | 3/0 |
| 3. forduló                  |                 |                           |     |
| Panajótisz Pikilídisz (GRE) | 0-2             | Tomas Johansson (SWE)     | 0/3 |
| Tien Lej (Tian Lei) (CHN)   | 1-2             | Klauz László (HUN)        | 1/3 |
| 4. forduló                  |                 |                           |     |
| Panajótisz Pikilídisz (GRE) | 1-2             | Klauz László (HUN)        | 1/3 |
| Tien Lej (Tian Lei) (CHN)   | 0-6             | Tomas Johansson (SWE)     | 0/3 |

| B csoport |                       |                        |   |    |   |    |    |
| H         | Név                   | Nemzet                 | M | Gy | V | Kp | Tp |
| 1.        | Tomas Johansson       | Svédország (SWE)       | 4 | 3  | 1 | 9  | 9  |
| 2.        | Klauz László          | Magyarország (HUN)     | 4 | 3  | 1 | 9  | 5  |
| 3.        | Tien Lej (Tian Lei)   | Kína (CHN)             | 4 | 2  | 2 | 8  | 11 |
| 4.        | Panajótisz Pikilídisz | Görögország (GRE)      | 4 | 2  | 2 | 7  | 5  |
| 5.        | Jerzy Choromański     | Lengyelország (POL)    | 2 | 0  | 2 | 1  | 2  |
| 6.        | Rangel Gerovszki      | Bulgária (BUL)         | 2 | 0  | 2 | 0  | 0  |
| 6.        | Matt Ghaffari         | Egyesült Államok (USA) | 2 | 0  | 2 | 0  | 0  |
| 8.        | Szuzuki Kenicsi       | Japán (JPN)            | 2 | 0  | 2 | 0  | 0  |

### Helyosztók
| Versenyző             | Eredmény | Versenyző                   | Kp    |
| --------------------- | -------- | --------------------------- | ----- |
|                       |          |                             |       |
| 9. helyért            |          |                             |       |
| Milan Radaković (IOP) | 2-4      | Jerzy Choromański (POL)     | 1/3   |
| 7. helyért            |          |                             |       |
| Juha Ahokas (FIN)     | 1-0      | Panajótisz Pikilídisz (GRE) | 3/0   |
| 5. helyért            |          |                             |       |
| Andrew Borodow (CAN)  | 12-0     | Tien Lej (Tian Lei) (CHN)   | 3.5/0 |

### Döntők
| Versenyző                | Eredmény        | Versenyző             | Kp  |
| ------------------------ | --------------- | --------------------- | --- |
|                          |                 |                       |     |
| Bronzmérkőzés            |                 |                       |     |
| Ioan Grigoraş (ROU)      | 1-0             | Klauz László (HUN)    | 3/0 |
| Döntő                    |                 |                       |     |
| Alekszandr Karelin (EUN) | 6-0 (kétvállas) | Tomas Johansson (SWE) | 4/0 |

### Végeredmény
| Helyezés    | Név                   | Nemzet               |
| ----------- | --------------------- | -------------------- |
| Arany       | Alekszandr Karelin    | Egyesített Csapat    |
| Ezüst       | Tomas Johansson       | Svédország           |
| Bronz       | Ioan Grigoraş         | Románia              |
| 4.          | Klauz László          | Magyarország         |
| 5.          | Andrew Borodow        | Kanada               |
| 6.          | Tien Lej (Tian Lei)   | Kína                 |
| 7.          | Juha Ahokas           | Finnország           |
| 8.          | Panajótisz Pikilídisz | Görögország          |
| 9.          | Jerzy Choromański     | Lengyelország        |
| 10.         | Milan Radaković       | Független résztvevők |
| helyezetlen | Cándido Mesa          | Kuba                 |
| helyezetlen | Rangel Gerovszki      | Bulgária             |
| helyezetlen | Guillermo Díaz        | Mexikó               |
| helyezetlen | Matt Ghaffari         | Egyesült Államok     |
| helyezetlen | Bounama Touré         | Szenegál             |
| helyezetlen | Szuzuki Kenicsi       | Japán                |